# پادشاهی عربی سوریه
پادشاهی عربی سوریه (به عربی: المملكة العربية السورية) اولین دولت مستقل سوریه بعد از شکست امپراتوری عثمانی پس از انقلاب بزرگ عربی و پایان جنگ جهانی اول است. حدود نظری این دولت سوریه عثمانی یعنی سرزمین شام کنونی را شامل می‌شود. فیصل یکم در رأس این حکومت در بین سال‌های ۱۹۱۸–۱۹۲۰ به عنوان امیر و بعد از اعلام استقلال در ۸ مارس ۱۹۲۰ به عنوان پادشاه قرار داشت. اعلام استقلال به وسیلهٔ هیئت قانونی که متشکل از نمایندگان سرشناس مناطق مختلف سوریه، در سال ۱۹۱۹ بود که بعدها، به اسم «کنگره مردم سوریه» شناخته شد انجام گرفت. این دولت اولین حکومت قانونی سوریه در دوران معاصر است. طبق قانون اساسی تصویب شده، کشور سوریه باید دارای پادشاهی مشروطه، تمرکززدایی، برخورداری از آزادی سیاسی-اقتصادی، محترم شمردن ادیان و برابری بین شهروندان باشد.
با وجود اینکه فیصل یکم در قرارداد فیصل ژرژ کلمانسو قیمومت فرانسه بر سوریه را پذیرفته بود؛ نیروهای متفقین این دولت را به رسمیت کامل نشناخت و پس از تحولاتی که بعدها اتفاق افتاد و دیدگاه فرانسه نسبت به فیصل به عنوان «متحد بریتانیا»، باعث شد که فرانسه به سوریه حمله کند و پس از سه روز و شکست سوری‌ها در جنگ میسلون در تاریخ ۲۸ ژوئیه ۱۹۲۰، این پادشاهی را منحل و فیصل را هم تبعید کردند.